# Antas de Olival da Pêga
Les Antas de Olival da Pêga est un groupe de deux  dolmens situé  dans le village de Telheiro sur le territoire de la municipalité de Reguengos de Monsaraz (District d'Évora, Portugal). 
,. 
Le mot anta est l'équivalent portugais d'« ante » (pilier terminal d'un temple grec ou romain), mais il est aussi employé pour désigner les pierres d'un dolmen ou le dolmen lui-même. Environ 5 000 structures mégalithiques de ce type ont été construites au Néolithique dans l'ouest de la péninsule Ibérique par les successeurs de la culture de la céramique cardiale ou Cardial.
Ils sont classés Bien d'intérêt public (Catégorie IIP)  depuis 2013 .

## Historique
Ces deux dolmens mégalithiques ont été utilisés pendant une longue période, du Néolithique final au Chalcolithique. Les tombes ont été initialement identifiées par les archéologues allemands Georg and Vera Leisner (en), qui ont fouillé Anta 1, puis Anta 2 a été fouillé à partir des années 1990 par Victor Gonçalves et Ana Catarina Sousa du Centre d'archéologie de l'Université de Lisbonne (UNIARQ). Outre les pierres visibles sur les deux sites, distants d'environ 300 m, de nombreux objets ont été découverts lors des fouilles. Plus d'une centaine de personnes ont été enterrées dans chaque tombe. La proximité des deux tombes permet de conclure que toutes deux faisaient partie du même complexe mégalithique. 

## Description

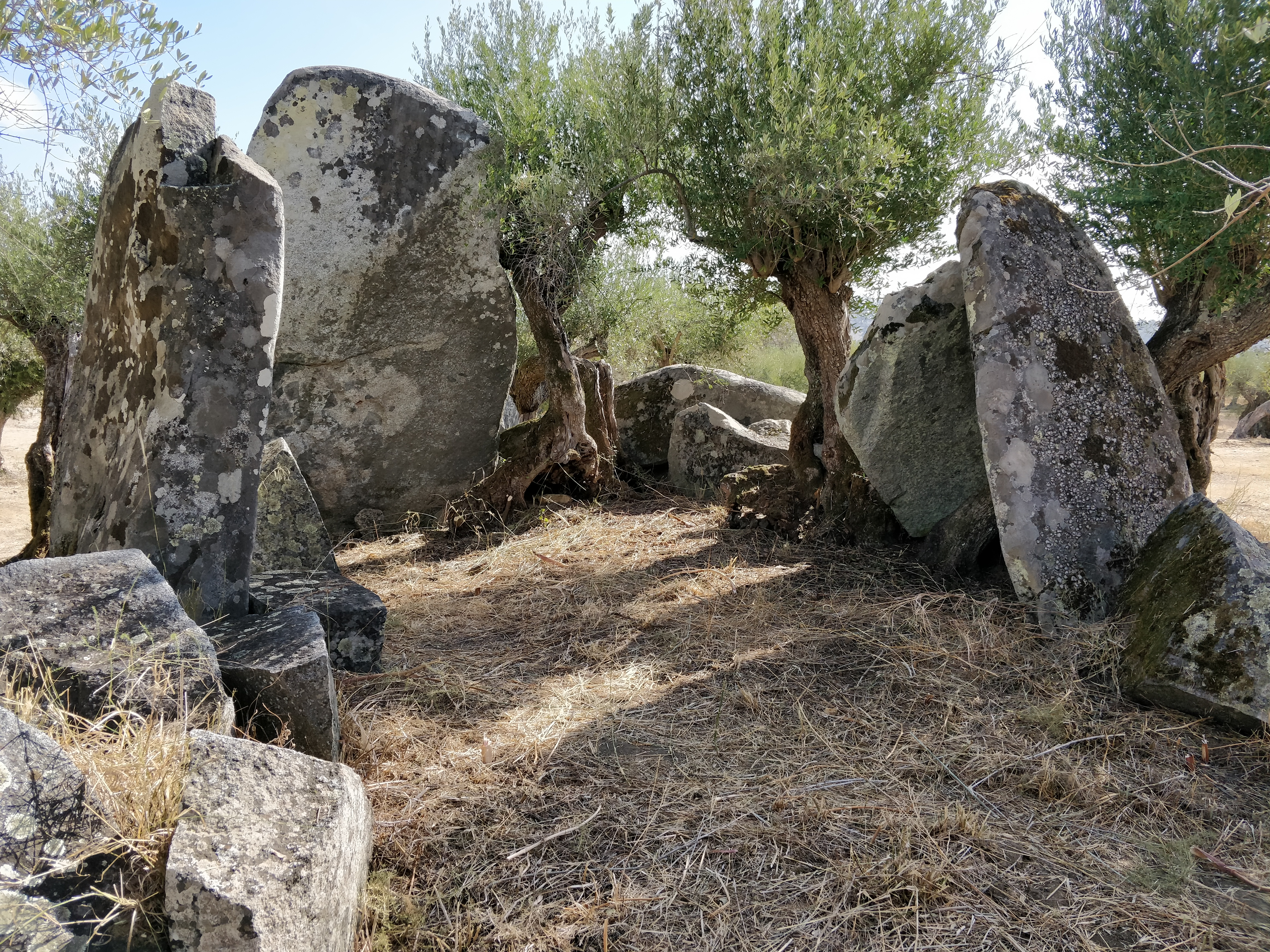
Anta 1 de Olival da Pega

- Anta 1 : Il est l'un des plus hauts du Portugal. La chambre funéraire est polygonale, avec une grande zone de tête flanquée de deux orthostates latéraux et un large accès. Cependant, contrairement à ce que suggère cette très grande chambre, le couloir d'entrée est relativement étroit. Les Leisner ont découvert de nombreux artefacts, témoignant de l'utilisation de la tombe par une importante communauté. Parmi ceux-ci figurent des colliers de perles en quartz et autres matériaux de formes diverses, des figurines en os de rongeurs et de lapins, de nombreux fragments de céramique, dont jusqu'à 200 vases, dont quatre présentent des décorations ; 134 plaques de schiste ; et une petite idole en schiste. Ils ont découvert deux stèles dans le couloir et une cour pavée, suggérant que le dolmen date du IIIe millénaire av. J.-C..

- Anta 2 : Actuellement, seule sa grande chambre funéraire (3,40 × 4 m de diamètre) est visible, avec sa dalle de recouvrement in situ. L'anta a été signalée pour la première fois par les Leisner en 1951, date à laquelle ils n'ont observé que peu de traces de vestiges. Ils n'ont procédé à aucune fouille en raison de la faiblesse du support de la pierre de couverture et du risque de la briser.

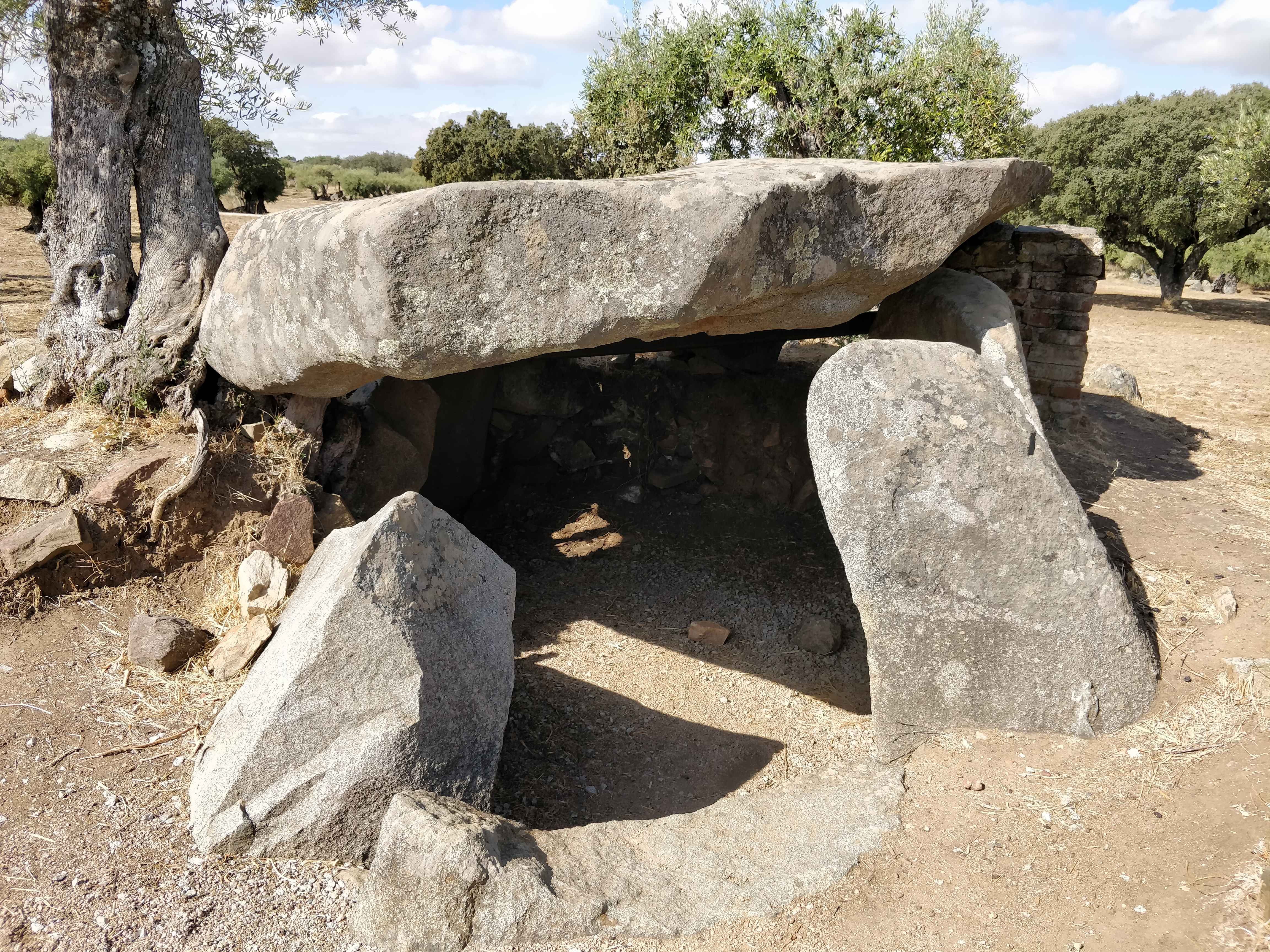
Anta 2 de Olival da Pega

Ce n'est donc que dans les années 1990 que des fouilles ont été menées par Gonçalves et Sousa, ce qui leur a permis de dater la tombe de la fin du IVe millénaire av. J.-C.. Compte tenu des découvertes faites lors de fouilles effectuées dans d'autres dolmens au Portugal, les résultats obtenus à Anta 2 étaient inattendus. Gonçalves et Sousa ont identifié un couloir de 16 m de long, le plus long du Portugal, qui reliait l'anta à quatre autres structures funéraires composées de trois tombes en ruche, ou tholos, et d'une tombe. Le couloir semble avoir été construit en deux phases. Au cours de la seconde phase, deux colonnes de schiste richement décorées (et non en granit comme le reste du complexe) ont été installées. Ils ont trouvé deux stèles dans le couloir, ainsi qu'une cour pavée. De nombreux objets, datant d'environ 2900-2500 avant notre ère, ont été découverts dans une tholos, notamment des ossements, des lames en silex, chaille et rhyolite, des pointes de flèches, des pointes de fléchettes, des haches, objets en pierre polie ; épingles à cheveux ; perles de collier ; céramique ; un poignard en cuivre et une figurine en os de renard. La plupart des objets découverts sont conservés à l'UNIARQ.
A proximité se dresse le menhir de Barrocal.